# غزوه خندق
نبرد احزاب یا غزوه خندق که در ۱۷ شوال سال پنجم هجری، برابر با سال ۶۲۷ میلادی در یثرب میان سپاهیان مسلمان پیرو محمد و سپاهیان مکه تحت رهبری ابوسفیان درگرفت. این نبرد سومین رویارویی مسلمانان مدینه و مکیان و از نبردهای مهم تاریخ اسلام است. در این نبرد حفر خندق اطراف شهر به پیشنهاد سلمان فارسی انجام گرفت. نبرد خندق که به نبرد احزاب نیز نامبردار است محاصره طولانی مدت شهر یثرب (مدینه امروزی) است که توسط اعراب و قبائل یهودی صورت گرفت. تعداد مردان جنگی در این غزوه به ۱۰ هزار نفر به همراه شش هزار و چندین شتر می‌رسیده‌است درحالی‌که مدافعان مدینه تنها ۳۰۰۰ نفر بوده‌اند. این شکست باعث شد که اعراب مکه بسیاری از دارایی و اموال تجاری شام را از دست بدهند.

## نام
این غزوه بنام خندق نامبردار است.خَندَق (به فارسی سره: کَندَگ) نهر پرآب یا خشک و دست‌ساخت است که در قدیم گرداگرد شهر یا لشکرگاه می‌کندند تا از ورود دشمنان یا سیل جلوگیری شود. واژهٔ خندق عربی‌شدهٔ واژهٔ پارسی میانه کَندَگ و به معنی «کَنده» است. در زبان‌های کهن ایرانی چون اوستایی و فارسی باستان، ریشهٔ «کن» به معنی «کندن» امروزی به‌کار می‌رفته‌است و «فرکنتن» یعنی آغاز به ساختن ساختمان یا شهر.

## پیش از جنگ
وقتی محمد، پیامبر اسلام، بنی نضیر را، به دلیل خیانت، از سرزمینشان اخراج کرد، آنان راهی خیبر شدند و دیگر یهودیان را به جنگ با محمد تحریک کردند؛ بنی‌نضیر همچنین به مکه رفتند و قریش را به نبرد بامحمد واداشتند. قریش، پیشنهاد نمایندگان یهود را پذیرفت و به جنگ با محمد رهسپار شد. در این نبرد، هم‌پیمانان قریش بنی‌سلیم و غطفان و بنی‌اسد نیز به جنگ‌جویان سپاه مکه پیوستند. سپاهیان قریش، ده هزار تن و سه لشکر بودند که فرماندهی همه آن‌ها با ابوسفیان بود.
بنی‌خزاعه، محمد را از برنامه قریش و جنبش ایشان آگاه کردند. پیامبر اسلام، برای جنگ یاران ویژه خود را گردآورد. برخی پیشنهاد کردند که به شیوه قلعه‌داری از یثرب، دفاع کنند و از بالای دژها و نقاط بلند با دشمن نبرد کنند. سلمان فارسی که با شیوه‌های جنگ ایرانیان آشنایی داشت، پیشنهاد کرد که گرداگرد شهر را خندق بکنند تا از پیشرفت دشمن به درون شهر جلوگیری شود و سپس با ساختن دژها و سنگرها در اطراف خندق، یا پرتاب تیر و سنگ، از گذر یافتن دشمن از خندق به سوی شهر، جلوگیری شود و پیامبر اسلام پذیرفت. کار کندن خندق با شتاب آغاز شد؛ کندن هر ناحیه‌ای از خندق به یک گروه از مسلمانان واگذار گردید و هر فردی به کندن چهل ذراع واداشته شد. یهودیان بنی‌قریظه نیز در کندن خندق، به مسلمانان یاری رساندند. کار خندق در شش روز به پایان رسید و برای آن درهایی گذارده شد و نگهبانی هر در به قبیله‌ای واگذار گشت و زبیر بن عوام به سرپرستی پاسداران درهای قلعه گمارده شد.

## بنی‌قریظه
مطابق متون تاریخی احزاب درگیر با مسلمانان در طی نبرد احزاب با بنی‌قُریْظه در جنوب مدینه وارد مذاکره شدند و از آنان خواستند تا به پیمانی که با مسلمین بسته بودند خیانت کنند که بعد از مذاکراتی موفق شده و بنی قریظه برخلاف پیمانش با مسلمین با دشمنان پیامبر اسلام همکاری کرد. پیامبر اسلام برخی از رهبران مسلمانان را برای صحبت با آنها فرستاد که نتیجه نداد.
پس از عقب‌نشینی نیروهای قریش، مسلمانان سرزمین‌های قبیله یهودی بنی قریظه را محاصره کردند. پس از ۲۵ روز محاصره، بنی قریظه بدون هیچ‌گونه قید و شرطی خود را به مسلمانان تسلیم کردند. پس از تسلیم شدن آنان، مسلمین قلعه‌ها و مواضع آن‌ها با تسخیر کردند. 

## نبردهای تن‌به‌تن
سرانجام، پنج تن از سپاه مکه به نام‌های عمرو بن عبدُود، عکرمة بن ابوجهل، هبیرة بن وهب، نوفل بن عبدالله و ضرار بن خطاب موفق شدند از خندق بگذرند. در نبردهای تن به تن، عمرو بن عبدود به دست علی بن ابی‌طالب کشته شد. نوفل بن عبدالله پس از گذشت از خندق، سقوط کرد و سنگباران شد که در آن میان علی وارد خندق گشت و او را در آن میان کشت. ابوسفیان از ترس این‌که مسلمانان بدن نوفل را به انتقام حمزه، مثله کنند پیشنهاد کرد که پیکر مرده او را به ده هزار دینار بخرد؛ اما محمد نپذیرفت.

## پراکندگی سپاه عرب
سپاه قریش پس از کشته شدن نوفل بن عبدالله و عمرو بن عبدود پراکنده شدند. محمد، حذیفه را مأمور کرد که از خندق گذشته از اوضاع دشمن اطلاعاتی به دست بیاورد. صبح، سپاه مکه آن‌جا را ترک گفته و کسی باقی نمانده بود.